# Poljšica pri Gorjah
Poljšica pri Gorjah – wieś w Słowenii, w gminie Gorje. W 2018 roku liczyła 248 mieszkańców.